# علوم سیاسی
علوم سیاسی (انگلیسی: Political science) که گاهی سیاست‌شناسی یا علم سیاست نامیده می‌شود؛ یک علم اجتماعی است که با نظام‌های حکمرانی و تجزیه‌وتحلیل فعالیت‌های سیاسی، افکار سیاسی و قانون اساسی مرتبط با رفتار سیاسی سروکار دارد. ارسطو این علم را به عنوان مطالعهٔ حکومت تعریف کرده و آن را مادر علوم می‌داند. این علم بسیار زیاد با سیاست در عرصهٔ نظر و در میدان عمل، تحلیل نظام‌های سیاسی و رفتارهای سیاسی سر و کار دارد. اندیشمندان سیاسی خود را درگیر در شناسایی ارتباطات اساسی میان شرایط و تحولات سیاسی می‌بینند و از طریق این کار سعی در ساختن اصولی اساسی برای منظم کردن علم سیاست و پیش‌بینی کارهای سیاسی در جای جای دنیا دارند. علم سیاست با اکثر رشته‌های دیگر به صورت مستقیم ارتباط دارد؛ ازجمله اقتصاد، حقوق، روان‌شناسی، تاریخ، مردم‌شناسی، حقوق اداری، سیاست عمومی، سیاست ملی، ارتباطات بین‌الملل، سیاست تطبیقی، جامعه‌شناسی، مؤسسات سیاسی و نظریه‌های سیاسی و تمامی رشته‌های علمی به صورت غیر مستقیم با سیاست در ارتباط هستند. گرچه قرن نوزدهم را زمان تدوین تمام شاخه‌های علوم اجتماعی می‌دانند اما علم سیاست ریشه‌هایی در دوران باستان دارد؛ در واقع، طبق تحقیقات و یافته‌های اخیر بشر، به این علم تقریباً از ۲۵۰۰ سال پیش توسط کارهای افلاطون و ارسطو پرداخته شد.
علم سیاست معمولاً خود به چند زیر شاخه و گرایش متمایز تقسیم می‌شود که در مجموع این علم را تشکیل می‌دهند:
- فلسفه سیاست
- اندیشه سیاسی
- سیاست تطبیقی
- جامعه‌شناسی سیاسی
- سیاستگذاری عمومی
- مطالعات منطقه‌ای
- روابط بین‌الملل
- تاریخ تحولات سیاسی

فلسفهٔ سیاست، منطق موجود برای یک دولت مطلوب، قوانین مناسب و ویژگی‌های متمایز هر کدام است. سیاست تطبیقی، علم مقایسه و تعلیم گونه‌های متفاوت قانون اساسی، بازیگران عرصهٔ سیاست، قانون‌گذاران و دیگر زمینه‌های مرتبط است و همهٔ این‌ها از دیدگاه درون هر کشور مطالعه می‌شوند. روابط بین‌الملل با روابط میان دولت-ملت‌ها و شرکت‌ها و نهادهای فرادولتی و چند ملیتی سر و کار دارد.
علم سیاست از منظر روش‌شناختی شاخه‌ای از روش‌های پژوهشی اجتماعی است. رویکردهایی که در این علم وجود دارند شامل؛ پوزیتویسم، تفسیر گرایی، نظریهٔ انتخاب منطقی، رفتار گرایی، ساختار گرایی، پسا ساختار گرایی، رئالیسم یا واقع‌گرایی، نهاد گرایی و پلورالیسم یا کثرت گرایی است. علم سیاست به عنوان یکی از شاخه‌های علوم اجتماعی از روش‌ها و تکنیک‌هایی استفاده می‌کند که شامل دو دسته هستند؛ منابع دست اول همچون اسناد تاریخی و مدارک رسمی و منابع دست دوم همچون مقالات علمی نشریات، تحقیقات منطقه‌ای، تحلیل‌های آماری، مطالعات موردی، پژوهش‌های تجربی و مدل‌سازی می‌باشند.
علم سیاست به عنوان یک رشته، یکی از شاخه‌های علوم اجتماعی است که در دانشگاه در بخش دانشکده علوم انسانی قرار می‌گیرد و در بعضی از کالج‌های آمریکایی که فضای مجزایی برای مدرسه یا کالج هنر و علم اختصاص داده نشده‌است، کالج علوم سیاسی نیز مانند سایر رشته‌ها در ساختمان مجزایی به عنوان بخشی از مدرسهٔ علوم انسانی قرار گرفته‌است. در حالی که فلسفهٔ سیاسی کلاسیک در درجهٔ اول با افکار یونانی و روشنگری تعریف می‌شود، اندیشمندان علم سیاست با دغدغهٔ بسیاری برای مدرنیته و مفهوم معاصر دولت-ملت شناخته می‌شوند که البته این دغدغه با مطالعهٔ افکار و نظریات کلاسیک نیز همراه است.

## بررسی اجمالی
دانشمندان علم سیاست به مطالعهٔ اموری می‌پردازند که با ایجاد و انتقال قدرت در پروسه‌های تصمیم‌گیری، نقش نظام‌ها در حکومت داری شامل دولت‌ها و سازمان‌های بین‌المللی، رفتار سیاسی و سیاست‌های عمومی سر و کار دارد. آن‌ها میزان موفقیت حکومت داری هر یک از دولت‌ها یا سیاست‌های مشخص را با سنجیدن بسیاری از شاخصه‌ها همچون؛ ثبات، انصاف، رفاه و ثروت مادی، و آرامش و آسایش، اندازه می‌گیرند. بعضی از دانشمندان علم سیاست در صدد استفاده از رویکردهای پوزیتویستی (رویکردی در تلاش برای توصیف چیزها آنگونه که هستند می‌باشد نه آن گونه که باید باشند) برای تحلیل بهتر سیاست هستند؛ و برخی دیگر از ایشان نیز به دنبال ارائهٔ توصیه‌هایی در زمینهٔ سیاست‌هایی مشخص می‌باشند.
دانشمندان این علم با تولیدات شان زمینهٔ کاری بسیاری از مشاغل را فراهم می‌آورند از جمله خبرنگاران، سیاستمداران، و تحلیل‌گران انتخابات. اندیشمندان سیاست ممکن است به عنوان مشاور به سیاست‌مدارانی مشخص خدمت کنند یا حتی ممکن است خود برای تصدی پستی سیاسی اقدام کنند. ایشان می‌توانند کاری در داخل دولت یا احزاب سیاسی داشته یا حتی در مشاغل عمومی، مشغول به کار باشند. آن‌ها ممکن است کار خود را با سازمان‌های غیردولتی (NGO) یا جنبش‌های سیاسی انجام دهند. حتی در مواردی ممکن است به کار با شرکت‌ها هم بپردازند. تجارت‌های خصوصی‌ای چون اندیشکده‌ها، نهادهای پژوهشی، نظرسنجی و شرکت‌های ارتباطاتِ عمومی، اغلب به استخدام چند فرد متخصص در حوزهٔ این علم دست می‌زنند.
اصطلاح علم سیاست در آمریکای شمالی رواج و شیوع بیشتری به نسبت دیگر جاها دارد، در سایر نقاط دنیا علم سیاست را به عنوان بخشی از یک رشتهٔ وسیع‌تر با نام مطالعات سیاسی، سیاست یا حکومت می‌شناسند. در حالی که علم سیاست از روش‌های علمی استفاده می‌کند، مطالعات سیاسی رویکرد وسیع‌تری دارد، البته اگرچه تنها نام یک رشته نشان دهندهٔ محتویات آن نیست.

## تاریخچه
علم سیاست به عنوان یک رشتهٔ جداگانه در زمانی نه چندان دور به عنوان یکی از زیر شاخه‌های علوم اجتماعی تأسیس شد. با این وجود، اصطلاح علم سیاست همیشه اصطلاحی متمایز از فلسفهٔ سیاسی نبوده‌است، و این رشتهٔ نوین دسته‌ای مشخص از روش‌هایی قدیمی را در خود جای داده‌است از جمله؛ فلسفه اخلاق، اقتصاد سیاسی، الهیات سیاسی، تاریخ و دیگر رشته‌هایی که با این امر سر و کار دارند که چگونه می‌توان یک دولت ایدئال را برای یک کشور ایجاد کرد و ویژگی‌های آن را شناخت.
سابقهٔ سیاست در غرب به زمان اندیشمندان دورهٔ سقراط بازمی‌گردد، فلاسفه‌ای چون افلاطون (۴۲۷–۳۴۷ قبل از میلاد)، گزنفون (۴۳۰–۳۵۴ قبل از میلاد) و ارسطو (پدر علم سیاست ۳۸۴–۳۲۲ قبل از میلاد). این نویسندگان در کتاب‌هایی چون جمهوریت و قوانین نوشتهٔ افلاطون، سیاست و اخلاقیات نوشتهٔ ارسطو، به تحلیل فلسفی نظام‌های سیاسی دست زدند، و این گونه از دورهٔ شاعری و تاریخی یونان پا را فراتر گذاشتند، نمونهٔ شاعران آن دوره را می‌توان هومر و هسیود معرفی کرد و نمونهٔ تاریخ‌نگاران را هم می‌توان هرودوت و ثایسیدیس دانست در این بین نمایش نامه‌نویسانی چون سوفوکلس، اریستوفانس و اوروپیدیس نیز حضور داشتند.

### ظهور و سقوط امپراتوری روم
در دوران اوج امپراتوری روم، مورخان مشهوری چون پلیبیوس، لیوی و پلوتارک ظهور این امپراتوری را به همراه سازماندهی و تاریخچهٔ دیگر ملل مستند کردند. این گونه است که اکنون ما با دولت مردانی چون ژولیوس سزار و سیسرو و دیگرانی که اعمال گر نمونه‌هایی از جمهوری در امپراتوری روم و شروع و خاتمهٔ جنگ‌های متفاوتی بودند، آشنا هستیم. مطالعهٔ سیاست در این دوره نیازمند آشنایی و فهم تاریخ، درک روش‌های حکومت داری، و توصیف اقدامات حکومت‌هاست. این زمان دوره‌ای هزار ساله از ۷۵۳ قبل از میلاد تا سقوط امپراتوری روم یا شروع قرون وسطی است. در این زمان مرامنامه‌ای از فرهنگ یونانی در فضای رومی ترجمه شد. الهگان یونانی تبدیل به خدایان رومی شدند و فلسفهٔ یونان تبدیل به قوانین رومی شد، مانند فلسفهٔ رواقیون. یک رواقی متعهد به خدمت و عمل به وظایف و تکالیف بر اساس سلسله مراتب بود به این منظور که دولت در شکل و شمایل یک کل، با ثبات و پایدار باقی بماند. در میان شناخته شده‌ترین رواقیون رومی، فیلسوفی به نام سنکا و امپراتوری به نام مارکوس اوریلیوس از همه معروف‌ترند. سنکا یک نجیب زادهٔ رومی ثروتمند، اغلب توسط مفسرین نوین نقد می‌شود که به اندازهٔ کافی بر طبق نظریات و دیدگاه‌های خودش زندگی نکرده‌است. در سوی دیگر تاملات مارکوس اوریلیوس نمونهٔ بارزی است از انعکاس‌های فلسفی افکار یک امپراتور که از طرفی درگیر آرمان‌های فلسفی خویش است و از طرف دیگر در راستای وظایفش برای حفظ و دفاع از امپراتوری روم در برابر دشمنان خارجی مجبور به برپایی کمپین‌های مختلف نظامی است. به گفتهٔ پولیبیوس، نهادهای رومی پشتوانهٔ امپراتوری بودند ولی حقوق رومی مغز متفکر و محرک آن بود.

### قرون وسطی
با سقوط امپراتوری روم غربی، فضای بیشتری برای مطالعات سیاسی پدید آمد. ظهور یگانه‌پرستی و به ویژه در سنت غربی، مسیحیت، نور تازه‌ای را به فضای سیاست و اقدامات سیاسی تاباند. کتاب‌های اشخاصی چون آگوستین، با نام شهر خدا، اقدام به هماهنگ‌کردن فلسفه‌های موجود و سنت‌های سیاسی با مفاهیم مسیحیت کرد، و سعی در تعریف دوبارهٔ مرز میان آنچه مذهبی در نظر گرفته می‌شد و آنچه سیاسی بود، داشت. در قرون وسطی مطالعهٔ سیاست به‌طور گسترده‌ای در کلیساها و محاکم شیوع یافت. بیشتر سؤالات و دغدغه‌های سیاسی حول محور رابطهٔ میان کلیسا و دولت بود. اعراب در این زمان از کارهای سیاسی ارسطو غافل شدند؛ اما به جای آن به مطالعهٔ جمهوریت افلاطون ادامه دادند؛ تا این که متن بنیادین یهودی-اسلامی فلسفهٔ سیاسی، در کارهای افرادی چون فارابی و اورئوس نگاشته شد. این اتفاق در جهان غرب رخ نداد تا این که در نهایت در قرن سیزدهم، سیاست ارسطو ترجمه شد و متن بنیادین و پایهٔ کارهای توماس آکویناس قرار گرفت.

#### شبه قارهٔ هند
در هندوستان باستانی، سابقهٔ سیاست می‌تواند به مواردی چون ریگ ودا، سامهیتایی‌ها، برهماها، مهابارتا و متشرعین بودایی برگردد. چانکیا (۳۵۰–۲۷۵ قبل از میلاد) یک اندیشمند سیاسی در تاکشاشیلا ود، وی نویسندهٔ کتاب آرتاشاسترا، که شامل ملاحظاتی است دربارهٔ اندیشه‌های سیاسی، اقتصادی و نظم اجتماعی، بود. وی در این کتاب از سیاست‌های پولی و مالی، رفاه، روابط بین‌الملل، و جزئیات استراتژی‌های جنگی به همراه دیگر موضوعات بحث می‌کند. مانوسمیریتی، که حدود دو قرن بعد از چانکیا بود نیز از دیگر رساله‌نویسان مهم هند در زمینهٔ علم سیاست است.

#### آسیای شرقی
چین دوران باستان خانهٔ مدارس متعدد اندیشهٔ سیاسی بود. از جملهٔ این اندیشه‌های می‌توان به فایده گرایی (فلسفهٔ فایده گرایانه) تائویسم، قانون گرایی (مدرسهٔ اندیشه‌های مبتنی بر حاکمیت و تفوق دولت) و کنفوسیوس اشاره کرد. در نهایت شکل پیشرفته‌ای از کنفوسیونیسم (که به شدت تحت تأثیر المان‌هایی از قانون گرایی نیز بود) تبدیل به فلسفهٔ سیاسی چیره در چین در زمان امپراتوری آن شد. این گونهٔ کنفوسیونیسم بعدها، به شدت بر روی دانشمندان و اندیشمندان علم سیاست در کره و ژاپن نیز تأثیر گذاشت و توسط آن‌ها بسط و توسعه یافت.

#### آسیای غربی
در سرزمین پرشیا (ایران) بیش از هفت قرن پیش، آثار ارزشمندی همچون رباعیات عمر خیام و شاهنامه فردوسی تدوین شده که نشانگر وجود تحلیل‌های سیاسی در ادبیات آن زمان ایران است، این دو اثر تاریخی در برگیرنده مفاهیم عمیق سیاسی هستند. در همین زمان پیروان ارسطو از قبیل ابوعلی سینا و سپس ابن میمون و ابن رشد به تداوم سنت ارسطو در تحلیل سیاسی همت گماشتند و تفسیرهایی بر آثار وی نوشتند. البته ابن رشد به هیچ کتابی از ارسطو دسترسی نداشت و فقط تفسیری بر کتاب جمهوریت افلاطون نوشت.

### رنسانس

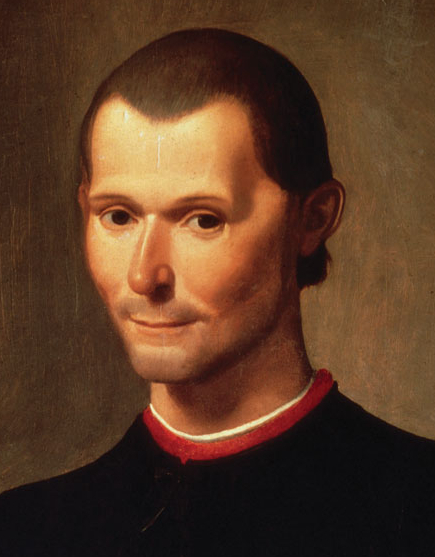
نیکولو ماکیاولی، یکی از تأثیرگذارترین اندیشمندان در زمینهٔ علم سیاست

در زمان رنسانس ایتالیایی، نیکولو ماکیاولی، گونهٔ نوین علم سیاست را پایه‌ریزی کرد و تأکید را بر مشاهدهٔ مستقیم تجربی کنش‌گران و نهادهای سیاسی قرار داد. ماکیاولی همچنین یک واقع‌گرا بود و بحث می‌کرد که حتی اگر شر به برپایی یک دولت و رژیم خوب و مفید بینجامد باید در معنای آن بازنگری شود. از این رو وی همچنین مخالف استفاده از الگوهای ایده‌آل‌گرا در علم سیاست بود و امروزه وی را به عنوان پدر الگوی سیاسی در علم سیاست می‌شناسند. بعدها، تغییر در گفتمان علم سیاست در دوران روشنگری باعث شد تا مطالعات سیاسی حتی فرای این نورم‌های معمول انجام شود.

### روشنگری
کارهای فیلسوفان فرانسوی در این دوره همچون ولتر، روسو و دیدرو در این زمان نمونهٔ کامل و معیار خوبی برای تحلیل‌های سیاسی، علوم اجتماعی، و نقدهای سیاسی و اجتماعی به‌شمار می‌رود. تأثیر آن‌ها بر اجتماع فرانسه منجر به وقوع انقلاب فرانسه شد و نهایتاً باعث پدید آمدن و توسعهٔ دموکراسی‌های نوین در جای جای جهان شد.
همچنان ماکیاولی، توماس هابز، که به خاطر نظریهٔ خویش دربارهٔ قرارداد اجتماعی به خوبی شناخته شده‌است، نیز اعتقاد داشت که یک قدرت مرکزی نیرومند، مانند پادشاهی، برای ادارهٔ خودخواهی ذاتی افراد نیاز است، البته هیچ‌کدام از این دو نفر به حق الهی پادشاه معتقد نبودند. در طرف دیگر جان لاک قرار داشت که کتاب دو رساله دربارهٔ حکومت را نوشت و به الهی بودن منشأ پادشاه معتقد نبود و با پذیرش نظریهٔ ارسطو در طرف آکویناس و علیه ماکیاولی و هابز ایستاد و گفت انسان به عنوان یک حیوان اجتماعی به دنبال شاد زندگی کردن در یک دولتی است که بر پایهٔ هماهنگی اجتماعی تأسیس شده‌است. اما بر خلاف نظریهٔ اصلی آکویناس دربارهٔ رهایی روح انسان از گناه اولیه، لاک معتقد بود که انسان‌ها با ذهنی ساده و پاک و بدون هیچ تأثیری به این دنیا پا گذاشته‌اند. بر طبق نظر لاک، از منظر حقوق طبیعی که بر پایهٔ منطق و برابری پایه‌ریزی شده و به دنبال آرامش و نجات انسان است، وجود یک حاکم مطلق که توسط هابز معرفی شده بود، غیرضروری و نالازم است.
در این دوره، دیگر دین نقش خاصی را در عرصهٔ علم سیاست بازی نمی‌کرد؛ و دریافته شد که باید جدایی بین کلیسا و دولت انجام گیرد. دانشمندان علوم انسانی نیز به این نتیجه رسیدند که اصول جاری در علوم تجربی می‌توانند دربارهٔ علوم اجتماعی نیز اعمال شوند و این امر باعث تشکیل علوم اجتماعی در معنای نوین آن شد. در نتیجه سیاست هم باید در آزمایشگاه خود مورد مطالعه و بررسی قرار می‌گرفت که همانا آزمایشگاه سیاست اجتماع بود. در ۱۷۸۷ الکساندر همیلتون نوشت: «علم سیاست مانند بسیاری از علوم دیگر با پیشرفت شایانی مواجه شده‌است.» دیگر دانشمندان دورهٔ روشنگری هم همگی سیاست را یک علم می‌دانستند.
دیگر چهره‌های مهم در سیاست آمریکا که در دورهٔ روشنگری نیز نقش به سزایی داشتند، بنجامین فرانکلین و توماس جفرسون بودند.

## علم سیاست نوین
از آنجا که علم سیاست اساساً مطالعهٔ رفتار انسان است، در تمام زمینه‌های این علم، مشاهدات در محیطی کنترل شده انجام می‌یابند، چرا که با تغییر محیط و ورود دیگر متغیرها به این مشاهده نتایج دست کاری شده و به مشاهدهٔ واقعی نمی‌رسیم و روش‌های تجربی هم به‌طور روزافزونی جای خود را در این علم باز کرده‌اند. به این خاطر دانشمندان علم سیاست در طول تاریخ همیشه به دنبال مطالعه از طریق مشاهدهٔ رفتار نخبگان سیاسی، نهادها و افراد یا گروه‌ها بوده‌اند تا بتوانند الگوهای کلی مناسبی را که بتوان نظریه‌های سیاسی را بر روی آن‌ها استوار کرد، ارائه دهند.
همانند تمام شاخه‌های علوم اجتماعی، علم سیاست با دشواری‌های مشاهده اعمال و رفتارهای انسانی رو به روست، چرا که رفتار انسانی تنوع و گوناگونی فراوانی دارد و انسان‌های متفاوت در موقعیت‌های مشابه دست به انتخاب‌های متمایزی می‌زنند و این امر مانند مطالعهٔ بدن انسان در زیست‌شناسی یا اشیاء ثابت در علم فیزیک نیست. علی‌رغم این دشواری‌ها، علم سیاست معاصر توسط روش‌های متعدد و رویکردهای نظری گوناگون پیشرفت و توسعه یافته‌است. اغلب بر خلاف رسانه‌های ملی، دانشمندان علوم سیاسی در صدد تحلیل و بررسی یک موضوع در طولانی مدت هستند و معمولاً دربارهٔ رخدادهای حال حاضر به تحلیل‌های عمیق و ارائهٔ نظریه‌های جدید نمی‌پردازند.
حضور علم سیاست به عنوان یک رشتهٔ دانشگاهی توسط دانشگاه‌های مشخصی که این رشته را در نظام آموزشی خود با همین عنوان جای دادند، به اواخر قرن نوزدهم بازمی‌گردد؛ یعنی آن گونه که اندیشمندانی در این رشته تربیت شوند و تا دورهٔ دکترا بتوانند به ادامهٔ تحصیل بپردازند. در این میان تاریخچهٔ غنی سیاست هم به دانشگاهی شدن و تدوین واحدهای درسی آن کمک کرد و باعث شد تا رویکردهای متنوعی در تدریس این رشتهٔ جدید التأسیس ایجاد شود.

## انقلاب رفتارگرایانه و نهادگرایی جدید
در دهه‌های ۱۹۵۰ و ۱۹۶۰ انقلابی رفتارگرایانه در این علم پدید آمد که تأکید داشت بر دقت در مطالعهٔ علمی رفتار افراد و گروه‌های مورد نظر در این رشته. منظور از آن این بود که تمرکز بر روی مطالعهٔ رفتار سیاسی باشد به جای اینکه مطالعه بر نهادها و تفسیر متون حقوقی صورت پذیرد. این رویکرد در کار افرادی چون رابرت دال، فیلیپ کانورس و در همکاری با پائول لازارسفلد جامعه‌شناس دیده می‌شود.
در اواخر دههٔ شصت و اوایل دههٔ هفتاد شاهد استفاده از روش قیاسی در این رویکرد هستیم که با به‌کارگیری تکنیک‌های آن سعی در فراهم آوردن شیوهٔ بیشتر تحلیلی در این رشته داشت. در این دوره تلاش‌هایی برای مطالعهٔ رفتارشناسانهٔ اقدامات اقتصادی به منظور درک نهادهای سیاسی هستیم. ویلیام اچ ریکلر و همکاران و شاگردانش در دانشگاه روچستر اصلی‌ترین مدافعان این رویکرد بودند.

## پیشرفت‌های اخیر
در سال ۲۰۰۰ جنبش پرسترویکا در علم سیاست به عنوان عکس‌العملی علیه حمایت از جنبشی که ریاضی‌سازی علم سیاست نامیده می‌شد، پا به عرصهٔ وجود گذاشت. آن‌ها که در صدد معرفی این جنبش بودند بحث می‌کردند که گوناگونی روش‌ها و رویکردها در علم سیاست نیاز است ولی نباید به گونه‌ای شود که جا برای رویکردهای جدید باقی نماند.
نظریه‌های تکامل یافتهٔ روان‌شناسی بحث می‌کنند که انسان دچار تحول‌های بسیاری در شیوهٔ اندیشیدن و زندگی روانی خود شده که باعث نگاهی متفاوت به سیاست نیز می‌شود. این رویکرد توضیحی است برای درک بسیاری از ویژگی‌های نظام‌مند شناختی و مبنای سیاست حال حاضر دنیا.

## زیر شاخه‌ها
بیشتر اندیشمندان و دانشمندان علم سیاست در یکی یا بیشتر از این پنج شاخهٔ این رشته مشغول به کار و مطالعه هستند:
- سیاست تطبیقی، شامل مطالعات منطقه‌ای
- روابط بین‌الملل
- فلسفه و اندیشه سیاسی
- ادارهٔ عمومی
- حقوق عمومی

بعضی از دانشکده‌های علم سیاست نیز همچنین از متدلوژی‌های گوناگونی استفاده می‌کنند و بعضاً رشته‌های مختلف دیگری را به این زیرشاخه‌ها اضافه کرده‌اند و زیر شاخه‌های جزئی‌تری را شکل داده‌اند، مانند مطالعهٔ سیاست داخلی کشوری خاص. در تضاد با این طبقه‌بندی سنتی، بعضی از دانشگاه‌ها رشته‌های جزئی‌تر دیگری را نیز تأسیس کرده‌اند؛ مانند رفتار سیاسی (که شامل نظریات مردم، اقدامات جمعی و … است) و نهادهای سیاسی (شامل مجلس قانون‌گذاری و سازمان‌های بین‌المللی). کنفرانس‌های علم سیاست و نشریات آن اغلب بر دسته‌بندی‌های مشخص‌تر و جزئی‌تری تأکید دارند. برای مثال انجمن علوم سیاسی آمریکا چهل و دو رشتهٔ نظام‌یافته را با روش‌ها و عناوین متفاوت برای این علم معرفی کرده‌است.

## تاریخچه رشته علوم سیاسی در ایران
مدرسه علوم سیاسی بعد از مدرسه طب، قدیمی‌ترین نهاد آموزش عالی جدید در ایران محسوب می‌شود و به منظور تعلیم علوم سیاسی به فرمان مظفرالدین شاه قاجار و در زمان وزارت خارجه میرزا نصرالله خان مشیرالدوله در نیمه شعبان ۱۳۱۷ قمری برابر با ۲۸ آذر ۱۲۷۸ خورشیدی در تهران افتتاح شد.

### روز علوم سیاسی
۲۸ آذرماه، سالروز تأسیس مدرسه علوم سیاسی ایران به عنوان روز علوم سیاسی شناخته شده و هر ساله در دانشگاه‌ها این روز گرامی داشته می‌شود. این روز به‌صورت رسمی در تقویم ثبت نشده‌است.

## ورود به دانشگاه و تحصیل در ایران

### کارشناسی
ورود به این رشته از طریق آزمون سراسری ورود به دانشگاه‌ها و آموزش عالی می‌باشد و در زیر مجموعه رشته‌های گروه آزمایشی علوم انسانی قرار دارد.
- این رشته در مقطع کارشناسی فاقد گرایش است.[۱۷][۱۸]

### کارشناسی ارشد
ورود به این رشته از طریق آزمون ورودی دوره‌های کارشناسی ارشد ناپیوسته و از مجموعه علوم سیاسی و روابط بین‌الملل است.
- مجموعه علوم سیاسی و روابط بین‌الملل در دوره کارشناسی ارشد دارای هفت رشته زیر است:

1. رشته علوم سیاسی (گرایش اندیشه‌های سیاسی - جامعه‌شناسی سیاسی - مسائل ایران)
2. رشته روابط بین‌الملل
3. رشته مطالعات منطقه‌ای (گرایش‌های مطالعات اروپا - مطالعات خاورمیانه و شمال آفریقا- مطالعات آسیای جنوب شرقی- مطالعات آسیای مرکزی و قفقاز- مطالعات آمریکای شمالی - مطالعات رژیم صهیونیستی)
4. رشته اندیشه سیاسی در اسلام
5. رشته دیپلماسی و سازمان‌های بین‌المللی
6. رشته تربیت مربی علوم سیاسی (مرکز آموزش تربیت مربی عقیدتی سیاسی سپاه در قم)
7. رشته سیاست‌گذاری عمومی[۱۹]

### دکترای تخصصی
ورود به این رشته از طریق آزمون ورودی دوره دکترای ناپیوسته است.
- مجموعه علوم سیاسی و روابط بین‌الملل در دوره دکتری تخصصی دارای چهار رشته زیر است:

1. علوم سیاسی (گرایش‌های اندیشه‌های سیاسی - جامعه‌شناسی سیاسی - مسائل ایران - سیاست‌گذاری عمومی)
2. روابط بین‌الملل
3. مطالعات منطقه‌ای
4. مطالعات سیاسی انقلاب اسلامی (گرایش‌های اندیشه سیاسی رهبران انقلاب اسلامی - بازتاب انقلاب اسلامی در جهان اسلام - جامعه‌شناسی جمهوری اسلامی - آینده پژوهی انقلاب اسلامی)[۲۰]

## دانش‌آموختگان برجسته ایرانی
طبق خبر منتشر شده در خبرگزاری ایرنا در اسفند ۱۳۹۷، بر اساس آمار مؤسسه مطالعات فرهنگی و اجتماعی وزارت علوم در حال حاضر حدود ۱۷ هزار دانشجوی علوم سیاسی در مقاطع کارشناسی، کارشناسی ارشد و دکتری مشغول به تحصیل هستند.

### فعالین سیاسی
- حسنعلی منصور
- امیرعباس هویدا
- سعید جلیلی
- نچیروان ادریس بارزانی
- سعید حجاریان
- محمد سرافراز
- زهرا رهنورد
- اسدلله بادامچیان
- سید مصطفی تاج‌زاده
- مسعود سلطانی‌فر
- حشمت‌الله فلاحت‌پیشه
- غلامرضا خواجه سروی
- مصطفی کواکبیان
- علی خضریان
- کمال پولادی
- جواد اطاعت
- مرتضی طلائی
- سید حسین نقوی حسینی
- سارا فلاحی
- جمیله کدیور
- حسین الله‌کرم
- رضا پهلوی
- حجت‌الله ایوبی
- سید رضا صالحی امیری
- یاسمین پهلوی
- علی دارابی
- فائزه هاشمی
- محمدمهدی اسماعیلی

### دیپلمات
- حسین امیرعبداللهیان
- کاظم غریب‌آبادی
- مهدی سنایی

### افراد نظامی
- یدالله جوانی

### فعالین اجتماعی و فرهنگی
- سید مجید حسینی (نویسنده)
- فاطمه صادقی
- مجتبی شکوری

### روزنامه‌نگاران و فعالین رسانه‌ای
- محمد قوچانی
- صبا آذرپیک
- محمد دلاوری
- مهدی فلاحتی
- احمد زیدآبادی
- داریوش کریمی
- محمود صدری
- جمشید برزگر

### هنرمندان
- فریدون فرخزاد
- سید مهدی شجاعی
- محمدرضا حیاتی
- بهرام شفیع
- مسعود ده‌نمکی
- حامد زمانی
- غزاله علیزاده
- بیوک میرزایی
- زینب تقوایی
- غلامرضا نیکخواه
- سید عباس معارف
- مهوش وقاری
- ژاله کاظمی
- کریم آتشی
- محمد سریر
- مریم مقدم
- مصطفی جاویدان
- محمدعلی علومی
- رضا حسین‌زاده
- مریم معصومی

## بازار کار در ایران
فارغ‌التحصیلان این رشته می‌توانند منشأ خدمات زیر باشند:
- تدریس در دانشگاه‌ها و مراکز آموزشی عالی.
- انجام امور تحقیقاتی و پژوهشی.
- کارشناس در وزارت‌خانه‌ها مانند وزارت کشور و وزارت امور خارجه.
- خبرنگاری و مدیریت امور رسانه.
- روابط عمومی نهادها و سازمان‌ها.

### حذف از استخدامی دستگاه‌های اجرایی
طبق اطلاعیه مورخ ۲۶/۲/۱۳۹۶ سازمان سنجش آموزش کشور با عنوان آزمون استخدامی مشترک و فراگیر دستگاه‌های اجرایی در حالی منتشر شده که سهم استخدام دانش آموختگان رشته علوم سیاسی و گرایش‌های وابسته، در این اطلاعیه صفر بود. انجمن علوم سیاسی ایران در نامه ای خطاب به حسن روحانی رئیس‌جمهور نسبت به این موضوع اعتراض کرد.

### حذف کد رشته محل‌های دانشکده روابط بین‌الملل وزارت امور خارجه
به دنبال تغییرات دفترچه انتخاب رشته کنکور کارشناسی ارشد سال ۹۷، دانشگاه علوم قضایی و اداری خدمات دادگستری و دانشکده روابط بین‌الملل وزارت امور خارجه از پذیرش دانشجو محروم شدند.دانشکده روابط بین‌الملل وزارت امور خارجه یک مؤسسه آموزش عالی وابسته به وزارت امور خارجه جمهوری اسلامی ایران است که در تهران قرار دارد. این مؤسسه در سال ۱۳۶۱ در جهت تربیت دیپلمات‌های مورد نیاز تأسیس شده‌است.